# Ishania ocosingo
Ishania ocosingo là một loài nhện trong họ Zodariidae.
Loài này thuộc chi Ishania. Ishania ocosingo được Rudy Jocqué & Léon Baert miêu tả năm 2002.